# Мати (Косинка)
Мати — новела українського письменника, представника «розстріляного відродження» Григорія Косинки. Вперше опублікована у 1925 році.

## Сюжет
Події, висвітлені в новелі, відбуваються під час польсько-радянської війни, в українському селі, яке перебуває під польською владою.
В мешканця села Андрія тяжко хворіє мати. Рідні сумують, оскільки вона  невдовзі може померти.
Тим часом неподалік села йде бій між польськими та радянськими військами.
Та Андрій, попри все, збирається їхати на підводі до сусідньої Зеленогаївки, аби привезти до матері лікаря.  Він розраховує проскочити бойову смугу, за якою вже знаходиться лікарня. Але Андрія зупиняють польські солдати, які використовують його підводу для доставляння боєприпасів на позиції, при цьому знущаючись з нього.
Підвозячі ящики з набоями, Андрій стає свідком наступу кіннотників Котовського та швидкого відступу поляків. Також він бачить, як горить вдалечині лікарня і розуміє, що не зможе привезти лікаря.
Під час відступу польські вояки кладуть на Андрієву підводу тяжко поранених командира дивізії та звичайного солдата і, у супроводі двох кіннотників, він рушає у тил.
Спочатку йому байдуже, що відбувається навкруги, його хвилює хвороба матері та необхідність дістатися лікарні. Але зазнавши знущань  з боку поляків, він відчуває лють та зрештою розстрілює одного з супроводжуючих, а другий тікає почувши бойовий клич котовців.
Через деякий час Андрій виявляє смерть солдата; також помирає й командир дивізії.
Повернувшись до села, він дізнається про смерть матері.

## Сприйняття
На думку критиків, новела «Мати» є свідченням подальшого творчого зростання Г. Косинки та одним з найкращих творів малого жанру про громадянську війну. Зі свого боку, Максим Рильський також вважав «Мати» найглибшим твором у доробку Г. Косинки.